# Форт Дирборн

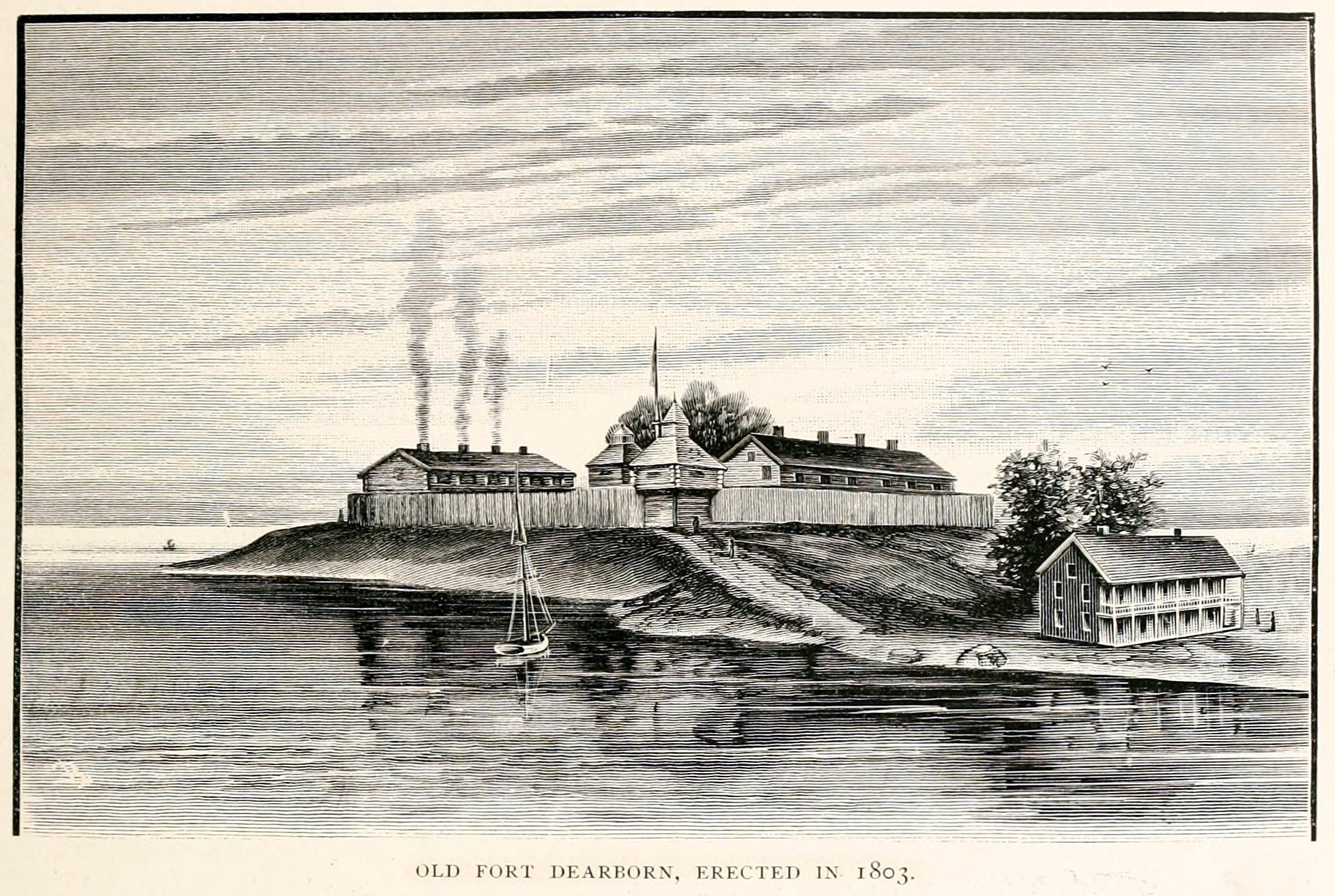
Форт Дирборн в 1803 году (Чикагский исторический музей)

Форт Дирборн (англ. Fort Dearborn) — фортификационное сооружение, построенное в 1803 году на южном берегу реки Чикаго отрядом в 40 человек под командованием капитана Джона Уистлера и названое в честь Генри Дирборна, члена Палаты представителей от Массачусетса и военного министра США. Форт был построен на месте современного города Чикаго в штате Иллинойс, США. В настоящее время является достопримечательностью Чикаго, а также частью исторического района Мичиган-Вакер.

## История

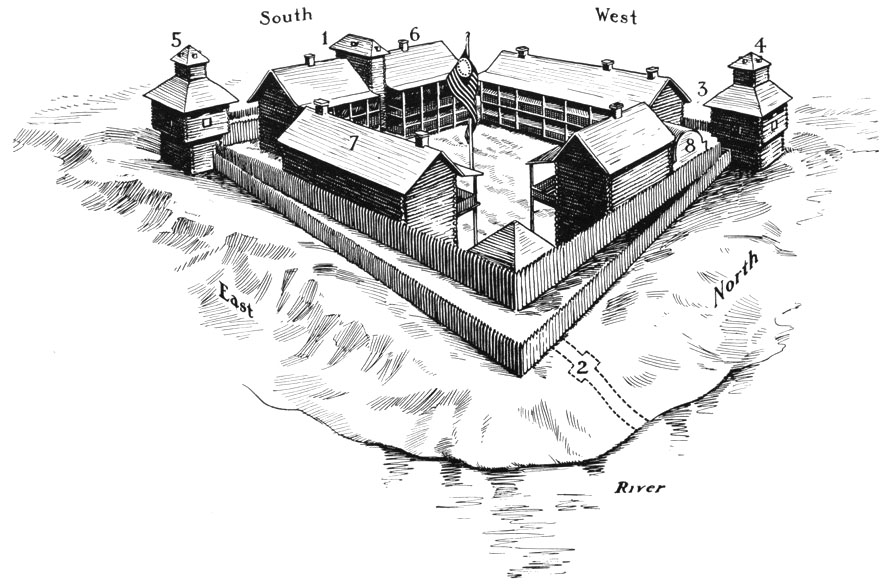
Форт Дирборн, габаритный рисунок

История человеческой деятельности в районе Чикаго до прибытия европейских исследователей в основном неизвестна. В 1673 году экспедиция под руководством Луи Жолье и Жака Маркетта впервые добралась до Чикаго-Портедж и далее направилась вдоль реки Чикаго. Маркетт вернулся в 1674 году и на несколько дней разбил лагерь возле устья реки. Он перебрался к волоку, где разбил лагерь зимой в 1674—1675 годах. Жолье и Маркетт не сообщали о каких-либо коренных американцах, проживающих в районе реки Чикаго в то время.
Форт Дирборн был важной военной базой, его миссия заключалась в защите американских поселенцев и их интересов. Первоначальный форт был разрушен после сражения при форте Дирборн 15 августа во время войны 1812 года, а второй форт был построен на том же месте в 1816 году. Из Лейк-Стейшена к форту вели две основные тропы. В 1837 году форт был выведен из эксплуатации.
Части форта были потеряны в результате расширения реки Чикаго в 1855 году и пожара в 1857 году. Последние остатки форта Дирборн были уничтожены во время Великого пожара в Чикаго в 1871 году в историческом районе Мичиган-Вакер. Район, где стоял форт, в настоящее время является пересечением Мичиган-авеню и Вакер-драйв (Wacker-Drive), он стал достопримечательностью Чикаго в 1971 году и был отмечен мемориальной табличкой о разметке дорог.